# Pistacja właściwa

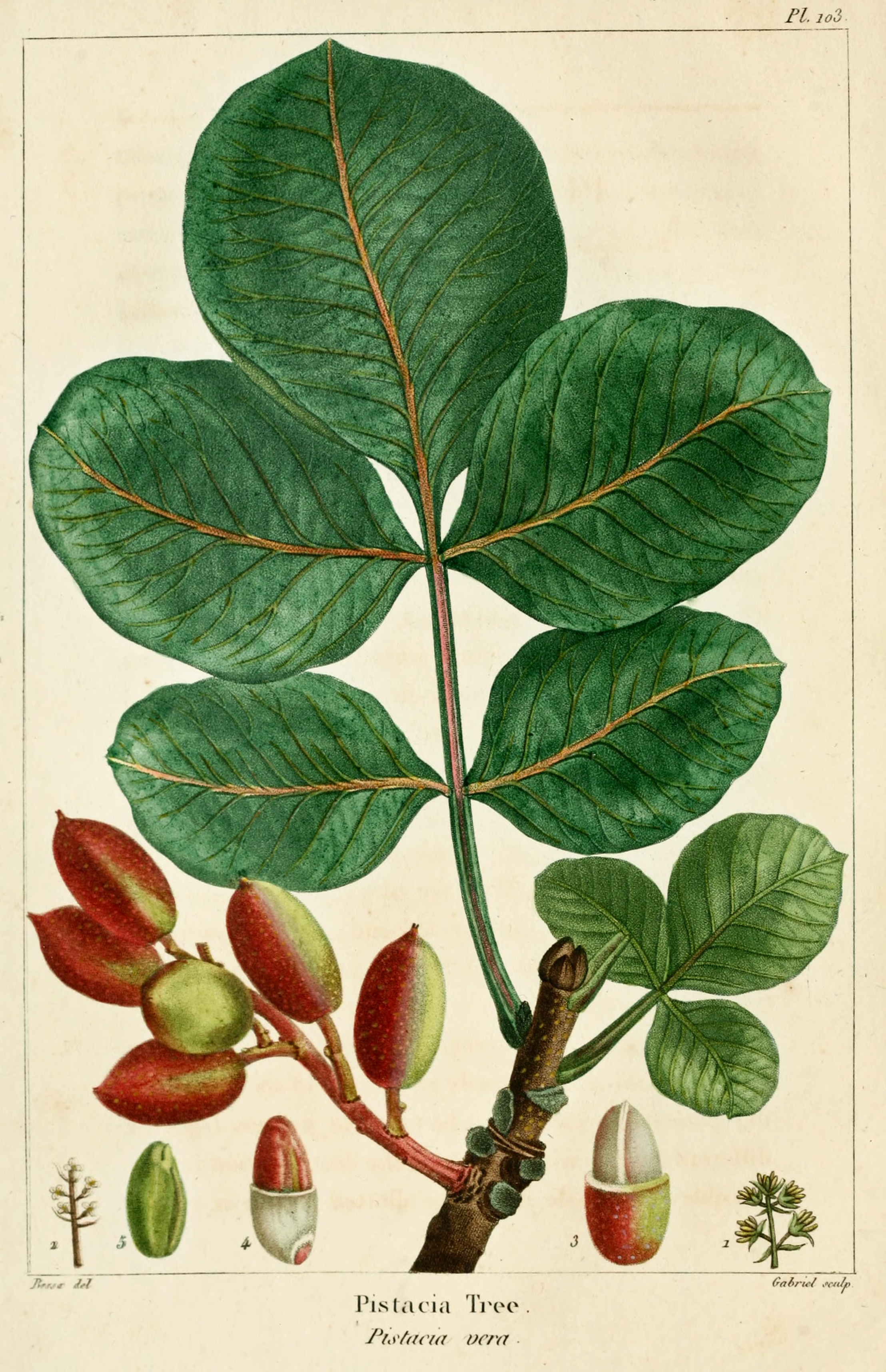
Morfologia

Pistacja właściwa (Pistacia vera L.) – jeden z gatunków rodzaju pistacja należącego do rodziny nanerczowatych. Pochodzi z pogranicza Azji Środkowej i Azji Mniejszej (Afganistan, Iran, Kazachstan; Kirgistan; Tadżykistan, Turkiestan, Uzbekistan). Jest uprawiany w wielu krajach świata. Główne rejony uprawy to:  Syria, Afganistan, Iran, Irak, Turcja, USA. W Europie największe plantacje znajdują się w Grecji, głównie na wyspie Eginie (słynącej zresztą z tychże upraw) i w rejonie miasta Saloniki.

## Morfologia
PokrójDrzewo o wysokości 5-7 (wyjątkowo do 10 m) m, gęstej koronie i liściach zimotrwałych.
LiściePierzasto-złożone z 1-5 jajowatych listków. Jesienią przebarwiają się na czerwonożółto.
KwiatyZebrane w krótką wiechę. Roślina dwupienna. Kwiaty żeńskie mają 1 okrągły słupek z 3-łatkowym znamieniem, kwiaty męskie 5-6 krótkich pręcików. Wszystkie posiadają 4-5 łatkowy okwiat, podkwiatki i wyrastają z kątów przysadek.
OwocOwalny, czerwonawy i mięsisty pestkowiec, podobny do oliwki, nazywany orzeszkiem pistacjowym lub potocznie pistacją. Pestka ma barwę od żółtawej do zielonkawej.

## Zastosowanie
- Sztuka kulinarna: Pistacje spożywa się na surowo lub prażone. Mają słodki smak, przyjemny zapach, zawierają 50-60% tłuszczu. Są używane do wyrobów cukierniczych; tortów, strucli, marcepanów, lodów, budyniów, jako nadzienie do cukierków, także jako namiastka kawy[6].
- Z nasion wytłacza się olej pistacjowy[6].
- Z galasów na liściach produkuje się malinowy barwnik do barwienia jedwabiu i dywanów, a także używane są one w garbarstwie[6].
- Z drewna otrzymuje się żywicę do produkcji lakierów[6].
- Jest uprawiana jako roślina ozdobna[7].

## Udział w kulturze
Według niektórych znawców roślin biblijnych pistacja właściwa wymieniona jest w wersecie Księgi Rodzaju (43,11), gdzie mowa o darach zabranych przez braci Józefa do Egiptu. Co prawda gatunek ten nie występuje naturalnie w Izraelu, był jednak już w czasach biblijnych tam uprawiany. Z hebrajską nazwą tej pistacji związana jest również  nazwa miejscowości wymieniona w Księdze Jozuego 13,26, istnieją też do niej odniesienia w Talmudzie.